# Christopher Springer
Christopher Springer, född den 7 juni 1704 i Stockholm, död den 9 augusti 1788 i London, var en svensk politisk aktivist av engelskt ursprung.
Springer var köpman i Stockholm som trots att han inte var riksdagsman, med stor energi gav sig in i politiken på mössornas sida under riksdagen 1742–1743. Springer intresserade sig för den så kallade principalatsfrågan. Han förmådde i juni 1743 borgerskapet i Stockholm att kräva att den kände hattchefen i borgarståndet Thomas Plomgren skulle redogöra för sitt uppträdande vid riksdagen. När Plomgren vägrade följa denna uppmaning förklarades han avsatt från riksdagsmannaskapet. Även efter riksdagens slut uppträdde Springer mot Plomgren och begärde hos överståthållarämbetet, att han skulle anklagas för sitt uppförande i riksdagen. Inför och under riksdagen 1746–1747 tjänstgjorde Springer också som en av mössornas viktigaste röstvärvare och stod i hemlig och nära förbindelse med det ryska sändebudet Johann Albrecht von Korff. Sedan hattpartiet vid årsskiftet fått majoritet i riksdagen, vågade sekreta utskottet på eget bevåg låta häkta Springer och ställa honom till rätta inför en kommission från ständerna. Springer dömdes i november 1747 till livstids fängelse. Han hade kort före domen lyckats fly till det engelska sändebudget i Sverige, som dock tvingades utlämna honom, varefter Springer spärrades in på Marstrands fästning. Härifrån flydde han 1752 och undkom till Ryssland, där han under namnet Sperat en tid vistades i Archangelsk som ledamot av kommerskontoret där, trots att ryska regeringen officiellt vägrade erkänna någon vetskap om var han befann sig. År 1754 tycks han åter ha gett sig på flykt och efter flera irrfärder hamnat i London. Där skaffade han sig efter hand ett visst anseende, särskilt som en av den dåvarande svenska församlingens stöttepelare. Fortfarande på 1760-talet skötte han också förbindelserna mellan mösspartiet och engelska kabinettet.